# Marguerite Desjardins
 (avril 2024).
Si vous disposez d'ouvrages ou d'articles de référence ou si vous connaissez des sites web de qualité traitant du thème abordé ici, merci de compléter l'article en donnant les références utiles à sa vérifiabilité et en les liant à la section « Notes et références ».
Pour les articles homonymes, voir Desjardins.
Marguerite Desjardins ou Sœur Madeleine du Sacré-Cœur, née le 15 novembre 1850 à Saint-Janvier (actuellement un arrondissement de la ville de Mirabel) au Québec et morte le 9 décembre 1947 à Montréal au Québec, est une religieuse québécoise et la seconde directrice de l’hospice Saint-Jean-de-Dieu de Montréal. Après quelques changements de nom, cet hôpital se nomme aujourd'hui Institut universitaire en santé mentale de Montréal. C'est le plus important hôpital psychiatrique de la province de Québec.

## Biographie
Marguerite Desjardins était la neuvième de douze enfants de Joseph Desjardins, cultivateur, et de Madeleine Gratton. Elle fréquenta le pensionnat de la Congrégation Notre-Dame à Sainte-Thérèse. À 15 ans, elle revint au bercail pour aider sa mère aux tâches domestiques. Elle y apprendra à confectionner des chandelles de suif, l’étoffe du pays, les fines dentelles et à filer le lin tout en écoutant sa mère chanter des cantiques à la Vierge.
À la suite du décès de sa mère, Marguerite prit, à l’âge de dix-neuf ans, la responsabilité des soins de la maison et veillera au bien-être des 3 plus jeunes de la famille. Le 23 septembre 1874, à vingt-trois ans, elle quitta le foyer familial pour le noviciat à l’Asile de La Providence. Les deux années suivantes, elle fut initiée à la vie communautaire et religieuse. Imprégnée de l’esprit de bienfaisance et de charité de la communauté, elle prononça ses vœux le 15 août 1876. Dorénavant, son nom sera Sœur Madeleine-du -Sacré-Cœur.
Au lendemain de son engagement, Mère Thérèse de Jésus, fondatrice de l’Hospice Saint-Jean-de-Dieu, la prend sous son aile car elle apprécie les qualités morales et les aptitudes variées de la nouvelle venue. C’est donc dans cet établissement qu’elle œuvra auprès des aliénés. Cette pionnière a su contribuer, avec le peu de moyens de l’époque, à l’obtention d’aide auprès des dirigeants politiques pour que les patients disposent d’un lieu plus adéquat pour subvenir à leurs besoins.
Le 4 juin 1889, un voyage en Europe se prépare pour deux sœurs de La Providence. Déléguée par le gouvernement provincial, Mère Thérèse de Jésus reçut le mandat de visiter les meilleurs établissements de l’Europe pour les aliénés, afin d’accroître leur expertise. Elle choisit Sœur Madeleine du Sacré-Cœur comme compagne de voyage. Ensemble, elles parcoururent l’Angleterre, l’Écosse, la France, la Belgique, l’Italie. Elles obtinrent une audience le 25 juillet avec le Pape Léon XIII, qui les bénit et les encouragea dans leur travail. Le voyage se termina le 24 août 1889.
Le 6 mai 1890, un incendie éclata et rasa de fond en comble l’hospice construit en 1874. Le 22 novembre 1891, Mère Thérèse de Jésus décéda. Sœur Madeleine du Sacré-Cœur prit alors la succession à la direction de ce qui deviendra le plus grand hôpital psychiatrique du Québec. Tout est à réorganiser, il faut continuer à pourvoir aux besoins des malades qui sont toujours logés dans des pavillons temporaires. Il faudrait un livre pour relater toutes les difficultés auxquelles elle dut faire face ainsi que les services rendus à l’institution. Que de démarches et de patience furent nécessaires pour reconstruire l’hospice, devenu hôpital, et renouveler, en 1895, le contrat avec le gouvernement qui fut l’une de ses plus grandes responsabilités en tant que supérieure.
En plus de son sens des responsabilités, Sœur Madeleine du Sacré-Cœur avait le sens du progrès et l’intérêt de ses patients à cœur. Elle organisa toutes sortes d'activités : des récréations, des concerts, des banquets, des expositions d’ouvrages faits par les patients, de nombreux pique-niques sur le fleuve pendant la belle saison. Elle mit tout en œuvre pour éveiller l’esprit de ses chers malades.
En 1918, à l'âge de 68 ans, elle occupe le poste de Supérieur à l’hôpital La Providence à Haileybury en Ontario.
On lui rend les honneurs par la Bénédiction spéciale du Saint-Père pour son jubilé d’or en 1926 (50 ans), de diamant en 1936 (60 ans) et de rubis en 1946 (70 ans).
En 1939, à l'âge de 89 ans, elle écrit un essai généalogique d’une calligraphie impeccable pour ses neveux et nièces et leurs descendants.
En 1941, à l'âge de 91 ans, elle quitte le poste d’assistante-provinciale qu'elle occupait depuis 1934 à cause de la détérioration de son état de santé.
En 1944, de sa chambre à l’infirmerie de l’hôpital, elle se remet suffisamment pour rédiger ses mémoires.
À la suite d'une fracture du fémur, elle souffre pendant deux semaines avant de rendre l’âme le 9 décembre 1947 à l’hôpital Saint-Jean-de-Dieu, à l’âge de 97 ans, dont 73 ans 2 mois 14 jours de vie religieuse. Elle est inhumée au cimetière de la communauté sur le site de l'hôpital Saint-Jean-de-Dieu.

## Source
- Francine Poulin, « Hommage à Marguerite Desjardins, dite Sœur Madeleine du Sacré-Cœur de La Providence » in De branche en branche, le bulletin de la société de généalogie de la Jemmerais, volume 19 numéro 51, décembre 2014